# 雑巾
雑巾（ぞうきん）とは、掃除に用いられる布状の道具である。なお、雑巾の「巾」には、複数の意味が存在するものの、雑巾の場合は、布切れといった意味で用いられている。雑巾として使用される布の素材は、様々である。雑巾が乾燥した状態で行う拭き掃除を乾拭きと呼ぶように、そのまま使われる場合も見られるものの、水などで濡らした状態で使われる場合も有り、状況によって使い分けられる。雑巾はウエスに似ているが、ウエスは不定形で使い捨てにされる傾向が見られる。これに対して雑巾の場合は、複数回使用を前提として耐久性を持たせ、ある程度の決まった形状で、かつ平面的に作られる。なお、雑巾と同じく拭き掃除用でも、繊維製品ではなく樹脂多孔体の物の場合は、スポンジ、セーム革などと呼ばれ区別される。

## 用途

### 使用法
雑巾は、物品の表面に付着した汚れや、こぼれ落ちた液体を拭い取る際など、拭き掃除に用いられる。雑巾を使用した掃除法としては、状況に応じて、雑巾に何も付けずに拭く「乾拭き」や、水で濡らして絞って拭く「水拭き」などが有る。また、必要に応じて、水だけでなく、汚れを水に溶け込み易くするための界面活性剤を与えながら、汚れを拭き取る場合も有る。同様に硬い付着物に対して研磨剤を使用する場合もある。雑巾の使用中は、雑巾に付着した大きなホコリは指で摘み取って捨てた後、裏返すなどして新たな面を出す方法により、同じ雑巾で拭き掃除を続けられる場合が有る。基本的には、雑巾を手で持って拭く方法が普通だが、雑巾を装着する前提のモップのような製品、いわゆる「棒雑巾、雑巾ワイパー」などと呼ばれる製品も存在する。一方で、雑巾を足で踏んで拭く方法はマナー違反であるとされるが、体重の軽い女性や児童にとっては、より強い摩擦力を加えられる合理的な行動でもある。なお、雑巾が汚れたら、乾拭きの場合は屋外など雑巾を叩いて埃を落とし、水拭きの場合は水で洗って絞って、雑巾の再使用に備える。
使用後は木綿雑巾、マイクロファイバー雑巾などであれば、漂白洗濯に耐えられる。一方で、薬剤含浸が前提である化学雑巾、不織布、ウェットティッシュタイプは、家庭で洗濯や再含浸ができないため、燃えるゴミとして処分すべきである。特に化繊雑巾から発生する微細繊維は、下水に流してしまった場合には、マイクロプラスチックとして河川、海洋の環境汚染に関与する可能性が有るため、注意を要する。

### 日本の教育
日本の小学校では、学校教育の一環として掃除の時間にはしばしば雑巾が用いられる。そのような小学校では、児童に雑巾を持参させる場合も見られ、雑巾をゆすぎ絞るためのバケツが常備されている場合が多い。雑巾は簡単に作れため、日本の小学校では、家庭科の授業の課題として作らされる事例も見られる。
また、寺院や神社では弟子の教育の一環として、廊下や板の間などの雑巾がけを行う。

### 雑巾掛け
雑巾で床などを拭く行為は、雑巾掛けと呼ばれる。日本語の「掛ける」には様々な意味が有るものの、ここでは「（雑巾と言う道具を、床などに）作用させる」という意味である。近年の日本では、新たなスポーツ競技の1種として、あちこちで雑巾掛けの大会が催されている。例えば、愛知県豊橋市では雑巾がけレースの世界大会が開催されており、2016年2月には、豊橋市の市制施行110周年プレイベントとして第1回大会の「世界雑巾2016」が開催された。洗った雑巾を乾燥させる場所についても雑巾掛けと呼ぶ場合がある。

## 歴史
鎌倉時代の絵図から日本で使われていたと判明した掃除具は、今日のモップに似ており、柄が長い木の棒の先にT字になるよう横木を付け、その横木に布切れを巻き付けた物である。この掃除具の当時の名称は不明だが、現代では棒雑巾と呼ばれている。
一方で、手に持って拭くための布は、室町時代に浄巾（）と呼ばれており、これが雑巾の語源と考えられる。こちらの掃除具が普及した時期は江戸時代になってからで、使い古しの木綿の平織布を数枚重ねて、木綿の糸で縦横に縫い合わせて補強する（刺し子にする）形は、この時代にできあがった。
その後、手作りではなく、工場で製品として製造された雑巾も見られるようになった。なお、日本の木造建築において、かつては菜種油を適度に浸み込ませた油雑巾も、仕上げの際の乾拭きに多く用いられた。

## 製品

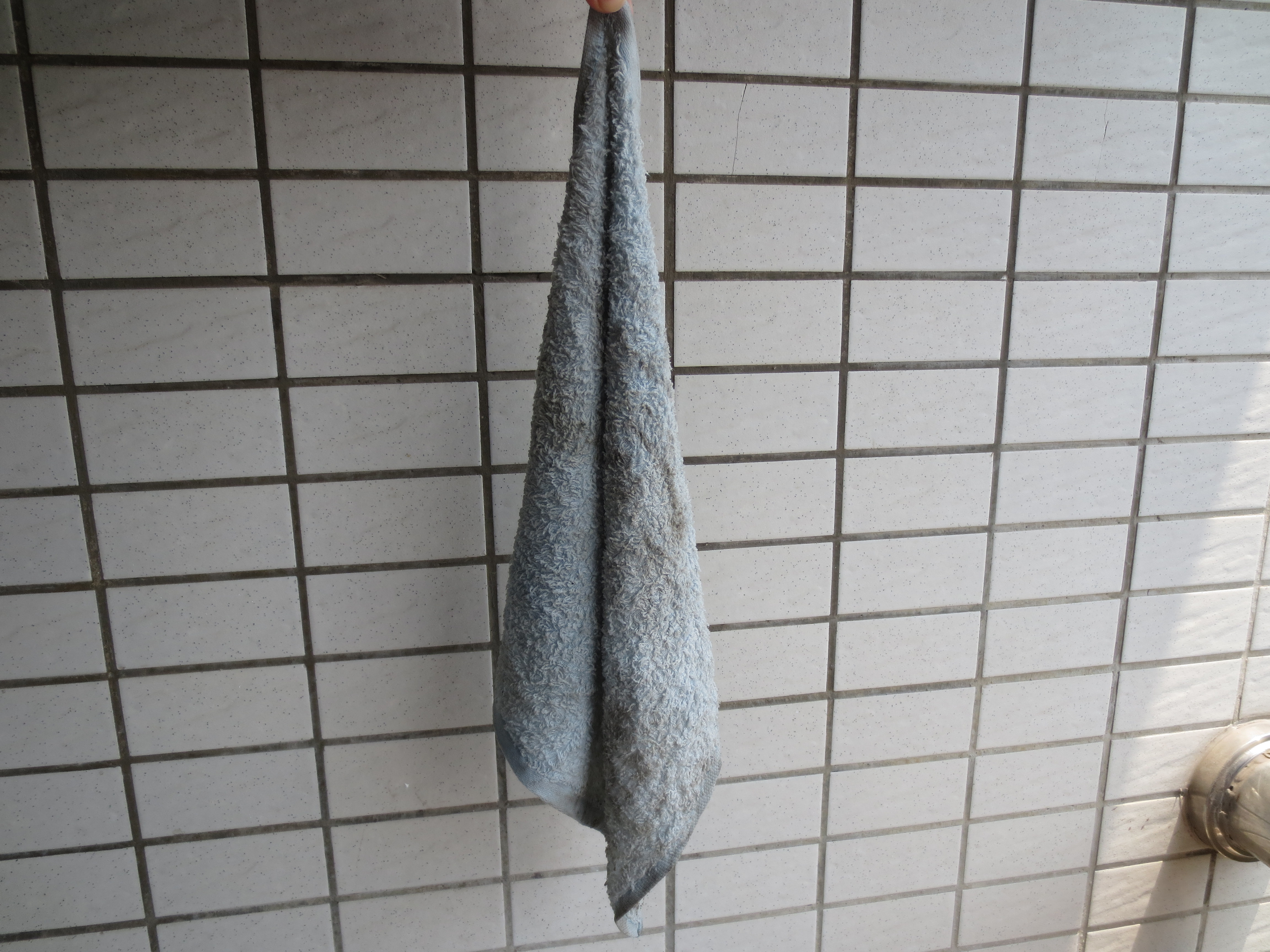
使い古しのタオル

一般家庭などでは、使い古しの布巾やタオルなどの布地が、雑巾として利用される場合も多い。かつてはおしめや修繕が不可能になるまで着古した古着などが、雑巾として使い回されてきたが、使い捨ておむつの普及、メリヤスなどの編地の普及、雑巾として使用できる安価な製品の普及などにより、そのような習慣は一般的でなくなった。編地にしろ織地にしろ、古着の再利用先はウェス用途へ傾いている。しかし、最初から雑巾として作る場合も見られる。江戸時代に普及した「刺し子雑巾」は手縫いが基本だが、近年は一般的にミシンを利用して製作する。
一方で、量産の市販品には特殊繊維を用いた比較的薄手の製品や、折りたたんだタオル地でタオル雑巾として市販されている製品などが見られる。21世紀初頭の日本においては、スーパーマーケットや100円ショップなどでの購入も可能である。製品として量産された一般的な雑巾の形状は、多くの製品が長方形である。素材は様々だが、綿、ポリエステル、ナイロン、レーヨンなどの製品が多い。マイクロファイバー雑巾は、ポリエステル製である。ワイパー用はポリプロピレン・ポリエチレンの安価な不織布である。市販品は白色の製品が多いものの、色付けされた製品も見られる。色付けされた製品を利用して、清掃業では、清掃箇所により色分けする場合も有る。
ただし、紙でできている使い捨て雑巾も存在し、そのような製品は、ペーパーダスターと呼ばれる。特に、台所用の雑巾は、キッチンダスターと呼ばれる。なお、古新聞もしばしば、使い捨て雑巾として水拭き・乾拭きに用いられる。
また、布地または紙シートに、界面活性剤、オレンジオイル、電解水、アルコール類、香料などを染み込ませた「化学雑巾」と呼ばれる製品も見られる。さらに、雑巾との名称ではないが、類似製品としてレンジ油汚れなどに特化した薬剤をしみこませたウェットティッシュタイプ掃除具や、床用棒つきワイパーの取替用不織布などが市販されている。ただし、これらの製品は、一般名称が確定していない。